# 福聚寺 (北九州市)
福聚寺（ふくじゅじ）は、福岡県北九州市小倉北区寿山町にある黄檗宗の寺院。山号は広寿山。本尊は釈迦如来。

## 由緒・歴史
1665年（寛文5年）、小倉小笠原の初代藩主小笠原忠真が菩提寺として創建。開山は即非如一（隠元の高弟）。1679年（延宝7年）、2代藩主小笠原忠雄により現在地に改められた。1866年（慶応2年）、長州藩との戦いの時に多くが焼失したが、本堂や入り口の門、鐘つき堂等は当時のまま残されている。1969年（昭和44年）、県指定史跡
。
境内の墓地には小倉藩の戦死者を祀る「慶応之役小倉藩戦死者墓」がある。また、小倉炭鉱出水事故の殉職者慰霊塔も建立されている。

## 文化財

### 県指定史跡
- 広寿山福聚寺

### 県指定文化財
- 絹本著色即非画像
- 絹本著色法雲画像
- 絹本著色木庵画像
- 絹本著色永貞院画像
- 絹本隠元画像
- 藕糸織弥蛇三尊来迎図
- 藕糸織聖衆来迎来迎図
- 藕糸織霊山浄土図